# Cantó de Marigny
El cantó de Marigny és un cantó francès del departament de la Manche, situat al districte de Saint-Lô. Té 11 municipis i el cap es Marigny.

## Municipis
- Carantilly
- La Chapelle-en-Juger
- Hébécrevon
- Lozon
- Marigny
- Le Mesnil-Amey
- Le Mesnil-Eury
- Le Mesnil-Vigot
- Montreuil-sur-Lozon
- Remilly-sur-Lozon
- Saint-Gilles

## Història
| Data d'elecció                           | Identitat                    | Partit        | Qualitat |
| ---------------------------------------- | ---------------------------- | ------------- | -------- |
| 1945-1976                                | Gabriel Gaultier de Carville | Independent   |          |
| 1976-1994                                | Paul Lebas                   | CNI           |          |
| 1994-                                    | Gilles Quinquenel            | Divers droite |          |
| les dades anteriors no són pas conegudes |                              |               |          |
|                                          |                              |               |          |

## Demografia
| A partir de 1990: Població sense dobles comptes |